# Rastede
Rastede é um município da Alemanha localizado no distrito de Ammerland, estado de Baixa Saxônia.